# Національний день Швеції

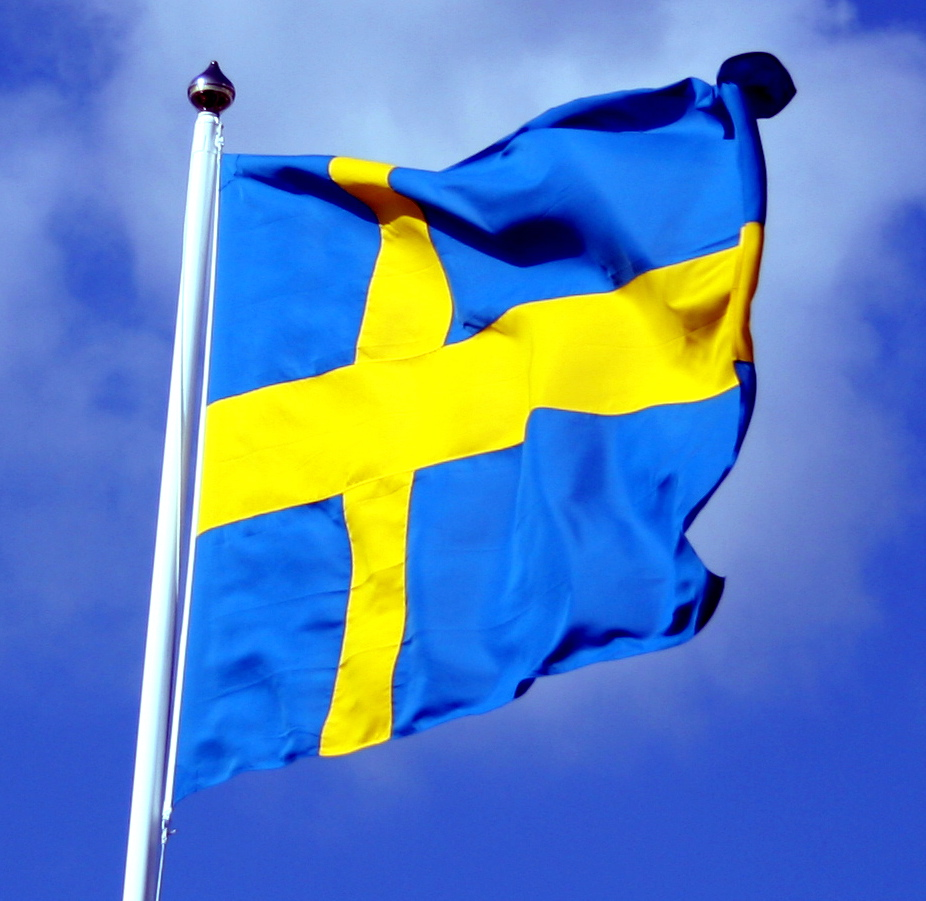
Прапор Швеції

Національний день Швеції або День шведського прапора (швед. Sveriges nationaldag чи svenska flaggans dag) — відзначається щорічно в Швеції 6 червня. Свято було засновано Риксдагом (парламентом Швеції) в 1983 році, до цього часу він відзначався як «День шведського прапора».

## Історія
- Засновники сучасної Швеції запропонували увічнити дату обрання короля Густава Вази в 1523 році,
- і з 1910-х років свято традиційно відзначається на Олімпійському стадіоні в м. Стокгольмі. Однак кілька десятиліть ця дата не вважалася національним святом.
- 6 червня 1523 р. розпалася Кальмарська унія і завершилося правління Данії, тобто в цей день Швеція здобула незалежність. Але ці події відбулися занадто давно і не мали достатньої значущості для суспільної свідомості.
- У 2005 р. день свята став вихідним, замість нього робочим зробили День Святого Духа. Це зменшило загальну кількість неробочих днів в році, тому що 6 червня іноді випадало на вихідні, тоді як День Святого Духа завжди відзначається в понеділок (і в Швеції називається «Трійці понеділок»). Таке рішення уряду викликало невдоволення багатьох профспілок. Пізніше це питання було вирішено — шведам дали ще вісім неробочих годин, які вони могли використовувати в будь-який день.

## Події
Події у шведській історії, що відбулися 6 червня:
- 1523 р. — Густав I Ваза був обраний на короля Швеції, що ознаменувало розпад Кальмарської унії.
- 1654 р. — Карл X успадковував трон Швеції після зречення королеви Христини.
- 1809 р. — Новий урядовий апарат повернув політичну владу шведському дворянству.
- 1857 р. — Софія Нассауська вийшла заміж за короля Швеції і Норвегії Оскара II.
- 1974 р. — Уряд оголосив Швецію конституційною монархією, регульованою парламентом.

Події 1523 і 1809 років вважаються найбільш важливими. Перше — відновлення Швеції як незалежної держави після Кальмарськой унії, друге — створення урядового ладу, що існував до 1970-х років.

## Галерея

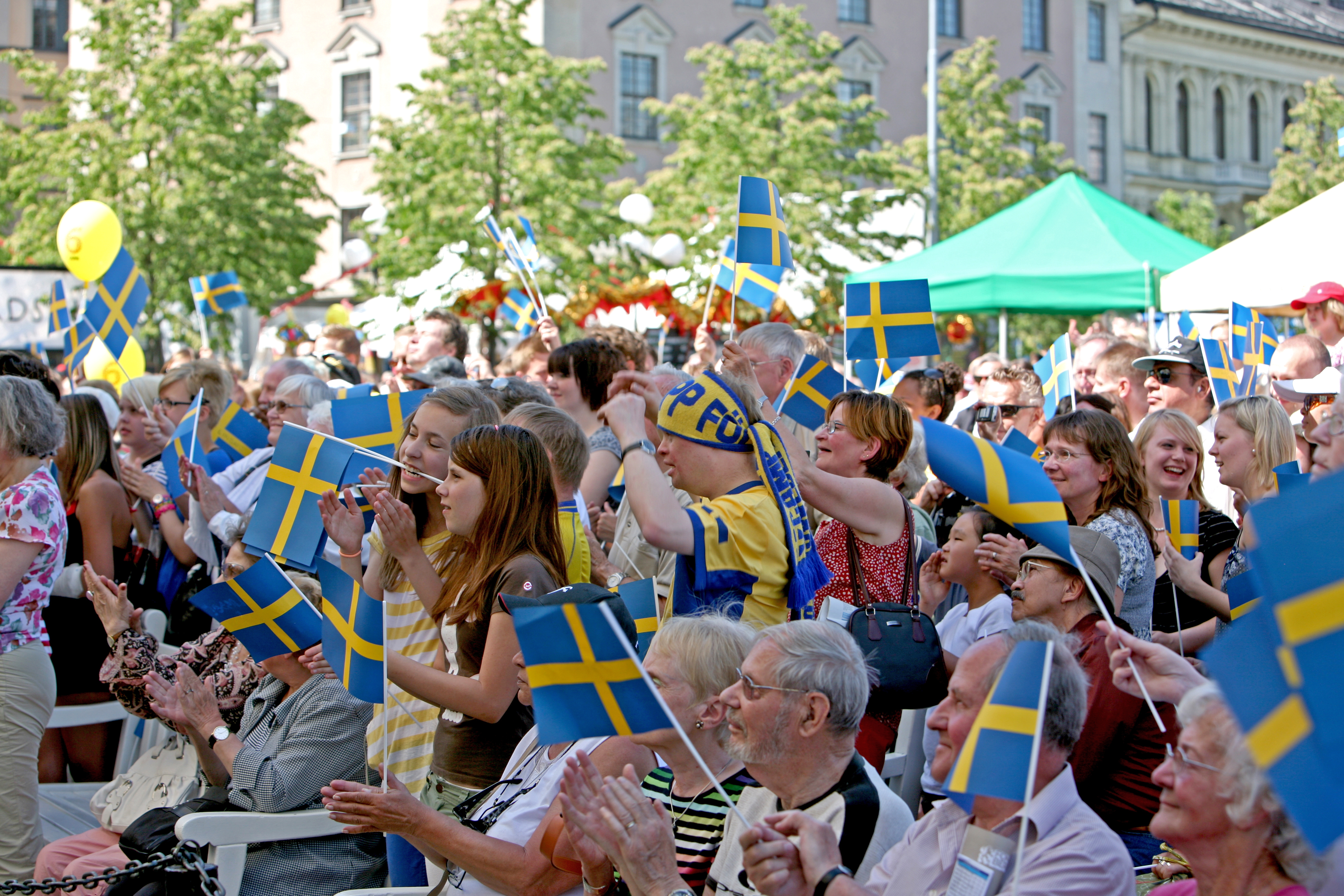
Шведи на святкуванні Національного дня.
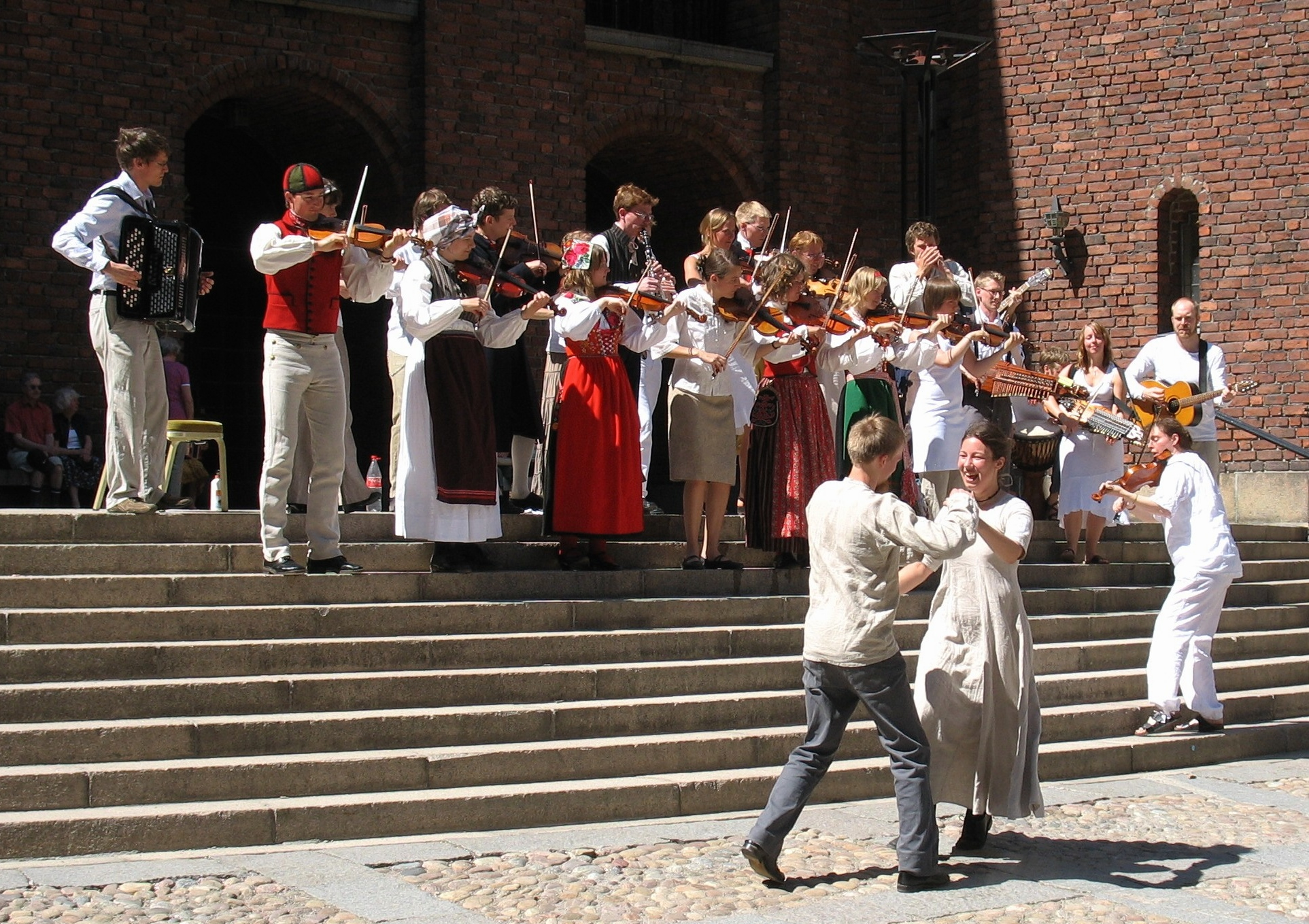
Артисти виконують народний шведський танок перед міською ратушею м. Стокгольма.
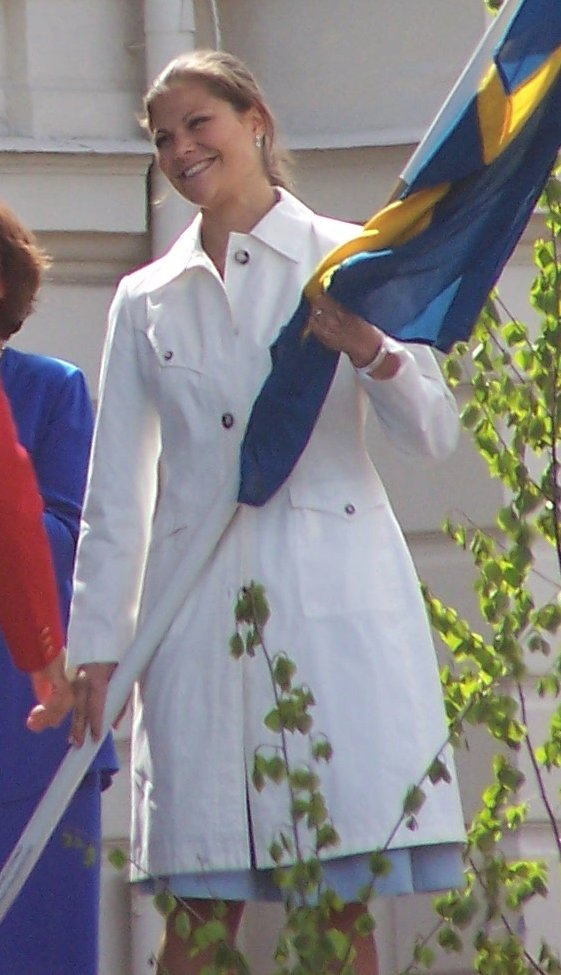
Кронпринцеса Швеції Вікторія на святкуванні Національного дня країни.
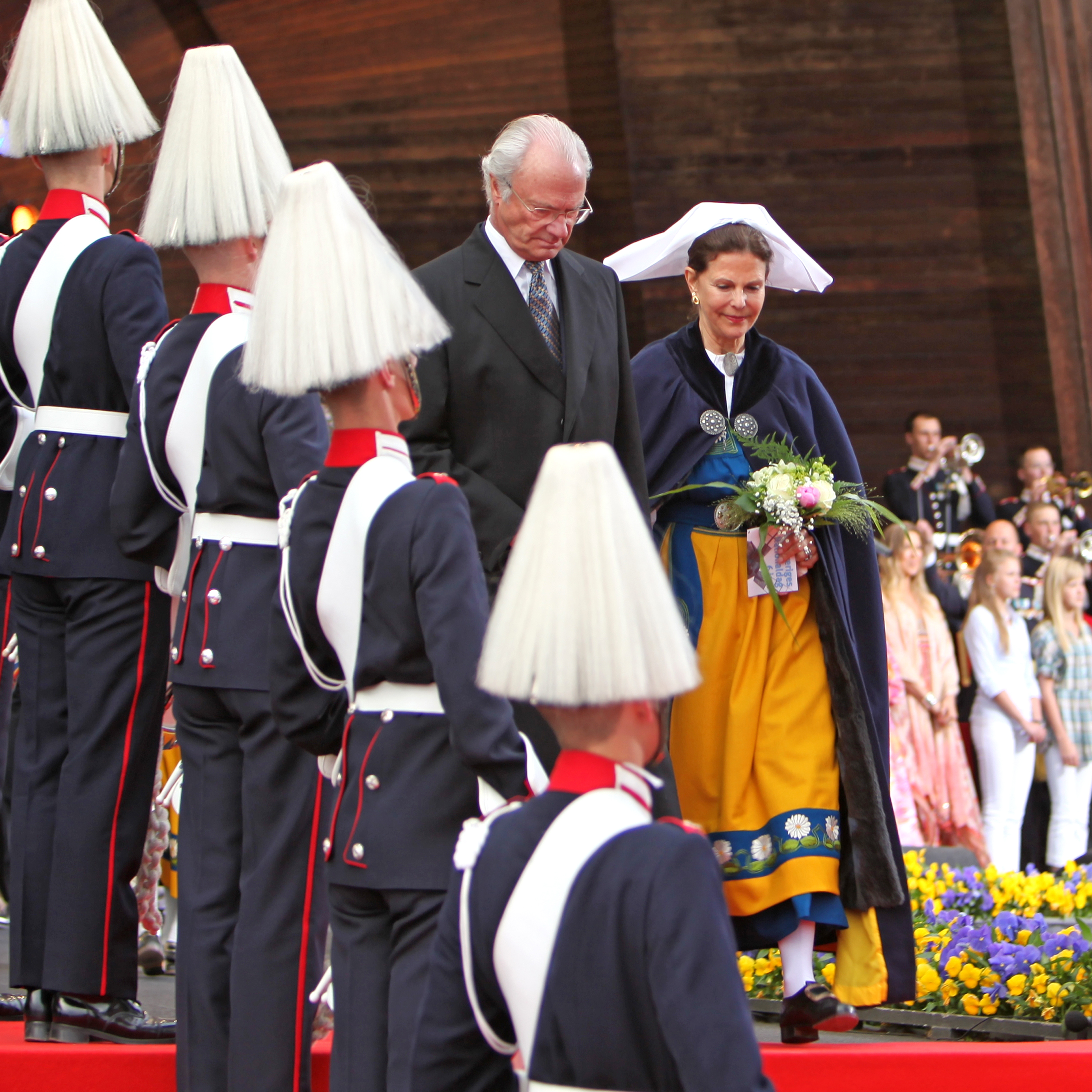
Король Швеції Карл XVI Густаф і королева Сільвія у Національний день 6 червня 2009 року.